# Noc w Ville-Marie
Noc w Ville-Marie (ang. Ville-Marie) – kanadyjski dramat z 2015 roku w reżyserii Guya Édoina, wyprodukowana przez wytwórnię Max Films Media.
Premiera filmu odbyła się w Kanadzie 12 września 2015 podczas 40. Międzynarodowego Festiwalu Filmowego w Toronto. W Polsce film odbył się 29 lipca 2016.

## Opis fabuły
Francuska aktorka Sophie Bernard (Monica Bellucci) przyjeżdża do Montrealu na plan nowego filmu i liczy na to, że przy okazji uda się jej odbudować bliskie relacje z 21-letnim synem Thomasem (Aliocha Schneider), który studiuje w Kanadzie architekturę. Chłopak, który niedawno był świadkiem tragicznego wypadku, zgadza się z nią spotkać pod warunkiem, że na urodziny dostanie nietypowy prezent. Jednak zanim Sophie zdradzi mu sekret o jego ojcu, Thomas sam ma wypadek i trafia do szpitala w dzielnicy Ville-Marie. Tam dwoje Europejczyków poznaje ratownika medycznego Pierre'a Pascala (Patrick Hivon) – weterana wojennego zmagającego się z duchami przeszłości.

## Obsada
Źródło: Filmweb.
- Monica Bellucci jako Sophie Bernard
- Pascale Bussières jako Marie Santerre
- Aliocha Schneider jako Thomas
- Patrick Hivon jako Pierre Pascal
- Louis Champagne jako Benoit Tremblay
- Frédéric Gilles jako Robert M.
- Stéphanie Labbé jako Danika Ménard
- Marie-Evelyne Lessard jako Dre Robillard

i inni.